# Ястребиночка онежская
Ястребиночка онежская (лат. Pilosella onegensis) — многолетнее травянистое растение семейства Астровые, или Сложноцветные (Asteraceae), вид рода Ястребиночка.

## Название
Научное латинское родовое название Pilosella образовано от лат. pilosus («волосатый, опушенный») и суффикса лат. -ellus, с помощью которого образуются уменьшительно-ласкательные формы, и может быть переведено как волосаточка.
Научный латинский видовой эпитет onegensis является топонимом и относится к Онежскому озеру на территории Карелии, где произрастает вид.
Русскоязычное родовое название ястребиночка, по всей видимости, является производным от названия рода Ястребинка, куда включались все виды ястребиночки до выделения в самостоятельный род, и трансформации его в уменьшительно-ласкательную форму по аналогии со словообразованием научного латинского названия. Видовой эпитет онежская является калькой латинского.

## Ботаническое описание[6][7]
Многолетнее травянистое растение с двоякими побегами — преимущественно подземные, ползучие, ломкие, бледные, с чешуевидными зачатками листьев; реже надземные побеги с равновеликими сближенными в пучок листьями.
Стебель 25-50(70) см высотой, 1,5 — 4,4 мм в поперечнике, у основания красно-фиолетовый, вверху темный, с обильными, направленными вниз и почти горизонтально светлыми простыми волосками 1-2,5 мм длиной, вверху с обильными, горизонтально отстоящими черными волосками-щетинками 1 мм длиной.
Листья прикорневые сверху с рассеянными или частыми простыми волосками до 1 мм длиной, без звездчатых волосков. Снизу с единичными звездчатыми волосками по средней жилке. Прикорневые в числе около 3(1-7) — эллиптические, лопатчатые до ланцетных, от тупых до остых, светло-травяно-зеленые, до 20-25(28) см длиной. Выше по стеблю располагаются 2-4 ланцетных листа.
Общее соцветие обычно в некоторой степени сжатое, метельчато-зонтиковидное, с 5-35 корзинками. Цветки желтые. Наружные листочки оберток 6-7 мм, как и чешуевидные листья в основании ветвей соцветия, с четкой светлой каймой, лишенной опушения. Рыльца темные.
Цветет в июне, семена созревают в июле.

## Распространение и экология[6][7][8]
Преимущественно восточноевропейско-сибирский вид — Скандинавия (юго-восточная Финляндия), восточные районы Центральной Европы, восточные районы Средиземноморья.
В России вид распространен во многих районах европейской части, в Западной и на юге Восточной Сибири. В Центральной России встречается повсеместно.
Растет на сыроватых, поёмных, поросших кустарником лугах, лесных опушках и полянах, в луговых болотах.

## Классификация

### Таксономия[9]
Pilosella onegensis Norrl., 1884, Acta Soc. Fauna Fl. Fenn. ii. n. 4 (1884) 131
Вид Ястребиночка онежская относится к роду Ястребиночка семейства Астровые (Asteraceae) порядка Астроцветные (Asterales). Кладограмма в соответствии с Системой APG IV по состоянию на июнь 2023 года:
|  |                                      |  |                                   |                                   |                    |  | ещё 10 семейств | ещё 10 семейств |                       |  |  |  | еще 302 подтвержденных и 194 в статусе "непроверенных" видов и инфравидовых таксонов |
|  |                                      |  |                                   |                                   |                    |  | ещё 10 семейств | ещё 10 семейств |                       |  |  |  | еще 302 подтвержденных и 194 в статусе "непроверенных" видов и инфравидовых таксонов |
|  |                                      |  |                                   | порядок Астроцветные              |                    |  |                 |                 | род Ястребиночка      |  |  |  |                                                                                      |
|  |                                      |  |                                   | порядок Астроцветные              |                    |  |                 |                 | род Ястребиночка      |  |  |  |                                                                                      |
|  | отдел Цветковые, или Покрытосеменные |  |                                   |                                   | семейство Астровые |  |                 |                 | Ястребиночка онежская |  |  |  |                                                                                      |
|  | отдел Цветковые, или Покрытосеменные |  |                                   |                                   | семейство Астровые |  |                 |                 |                       |  |  |  |                                                                                      |
|  |                                      |  | ещё 63 порядка цветковых растений | ещё 63 порядка цветковых растений |                    |  |                 | ещё 1787 родов  | ещё 1787 родов        |  |  |  |                                                                                      |
|  |                                      |  |                                   | ещё 63 порядка цветковых растений |                    |  |                 |                 | ещё 1787 родов        |  |  |  |                                                                                      |

### Синонимы
- Hieracium amaurochlorellum  (Zahn)  Üksip
- Hieracium amaurochlorum  (Zahn)  Czerep.
- Hieracium caespitosum subsp. brevipilum  (Naegeli & Peter)  P.D.Sell
- Hieracium caespitosum subsp. madarum  (Nägeli & Peter)  S.Bräut.
- Hieracium collinum subsp. brevipilum  Nägeli & Peter
- Hieracium collinum subsp. glaucochroum  Nägeli & Peter
- Hieracium glaucochroum  (Nägeli & Peter)  Czerep.
- Hieracium onegense  Norrl. ex Nyman
- Hieracium onegense  (Norrl.)  Norrl.
- Hieracium polonicum  Błocki
- Hieracium pratense subsp. amaurochlorellum  Zahn
- Hieracium pratense subsp. amaurochlorum  Zahn
- Hieracium pratense subsp. brevipilum  Nägeli & Peter
- Hieracium pratense subsp. centrobosnicum  K.Malý & Zahn
- Hieracium pratense subsp. centrorossicum  Zahn
- Hieracium pratense subsp. glaucochroum  (Nägeli & Peter)  Zahn
- Hieracium pratense subsp. silvicola  (Fr.)  Zahn
- Pilosella amaurochlora  (Zahn)  Schljakov
- Pilosella glaucochroa  (Nägeli & Peter)  Schljakov
- Pilosella onegensis subsp. amauroderma  (Zahn)  Soják
- Pilosella onegensis subsp. glaucochroa  (Nägeli & Peter)  Soják
- Pilosella onegensis subsp. madara  (Nägeli & Peter)  Soják
- Pilosella onegensis subsp. onegensis